# Katie Zelem
Katie Leigh Zelem (Mánchester, Reino Unido; 20 de enero de 1996) es una futbolista inglesa. Juega de centrocampista y su equipo actual es el Angel City FC de la National Women's Soccer League. Es internacional absoluta por la selección de Inglaterra desde 2021.

## Trayectoria
Formada en las inferiores del Manchester United, Zelem comenzó su carrera como adulta en el Liverpool, debutando con el primer equipo en 2014 por la FA Women's League Cup.
En 2017, fichó con la Juventus. En Italia se consagró campeona de la Serie A 2017–18.
En julio de 2018, la centrocampista firmó en el Manchester United. Fue nombrada jugadora del año del club en la temporada 2018-19.

## Selección nacional
Zelem fue internacional juvenil por Inglaterra.
Debutó por la selección de Inglaterra el 30 de noviembre de 2021 ante Letonia.
Fue citada a la Copa Mundial Femenina de Fútbol de 2023.

### Participaciones en copas del mundo
| Copa                                    | Sede                    | Resultado  |
| --------------------------------------- | ----------------------- | ---------- |
| Copa Mundial Femenina de Fútbol de 2023 | Australia Nueva Zelanda | Subcampeón |

## Clubes
| Club              | País           | Año           |
| ----------------- | -------------- | ------------- |
| Liverpool         | Inglaterra     | 2013-2017     |
| Juventus          | Italia         | 2017-2018     |
| Manchester United | Inglaterra     | 2018-2024     |
| Angel City FC     | Estados Unidos | 2024-presente |

## Palmarés

### Títulos nacionales
| Título                  | Club              | País       | Año     |
| ----------------------- | ----------------- | ---------- | ------- |
| Women's Super League    | Liverpool         | Inglaterra | 2013    |
| Women's Super League    | Liverpool         | Inglaterra | 2014    |
| Serie A                 | Juventus          | Italia     | 2017–18 |
| FA Women's Championship | Manchester United | Inglaterra | 2018-19 |
| Women's FA Cup          | Manchester United | Inglaterra | 2024    |

### Distinciones individuales
| Distinción                             | Año     |
| -------------------------------------- | ------- |
| Jugadora del año del Manchester United | 2018-19 |